# 주세부 대한민국 분관
주세부 대한민국 분관은 대한민국 정부가 필리핀 세부에 설치한 외교 공관이다. 성격상 영사관 수준에 이르는 분관이기도 하며, 필리핀에서 한국인을 대상으로 하는 범죄가 계속 발생되자, 필리핀 현지 경찰인 필리핀 국가경찰의 협조로 대한민국 외교부에 재외공관을 별도로 개설해달라고 요청한 적이 있었다. 또한 현임 총영사는 엄원재이다.

## 소재지
- 12th Floor Chinabank Corporate Center, Lot 2, Samar Loop Cor. Road 5, Cebu Business Park, Mabolo, Cebu City

## 역사
- 2015년 3월 17일 : 주세부 대한민국 분관 개관

## 역대 총영사
- 초대 : 이기석 (2015 ~ 2016)
- 2대 : 오승용 (2016 ~ 2019)
- 3대 : 엄원재 (2019 ~ 2022)
- 4대 : 송세원 (2022 ~ )

## 관할 구역
- 비사야스 제도 일원 (서비사야스 지방, 중앙비사야스 지방, 동비사야스 지방 등)

## 근무 시간
- 매주 월요일 ~ 금요일 오전 8시 ~ 오후 5시
- 점심 시간 : 정오 ~ 오후 1시

## 휴무일
- 매주 토요일, 일요일
- 필리핀의 공휴일[2]
- 대한민국의 공휴일 중 3·1절, 광복절, 개천절, 한글날

## 같이 보기
- 주필리핀 대한민국 대사관
- 대한민국-필리핀 관계